# خوسيه سعيد
خوسيه سعيد (بالإسبانية: José Said)‏ هو رجل أعمال تشيلي من أصول فلسطينية، هو المؤسس والرئيس الحالي لعملاق التطوير العقاري "باركيه أراوكو"، التي تعد أكبر شركات التطوير العقاري ومشغلي مراكز التسوق في كل من تشيلي والأرجنتين.